# 戈兰·戈基奇
戈兰·戈基奇（Goran Gogić，1986年4月24日—2015年7月3日）是一名塞爾維亞的職業足球員，曾效力中國足球甲級聯賽的青島海牛。

## 死亡
2015年7月3日，戈基奇於青島海牛訓練後倒下，並失去了知覺，最終在晚上22:25不治。